# Sjukhuseken

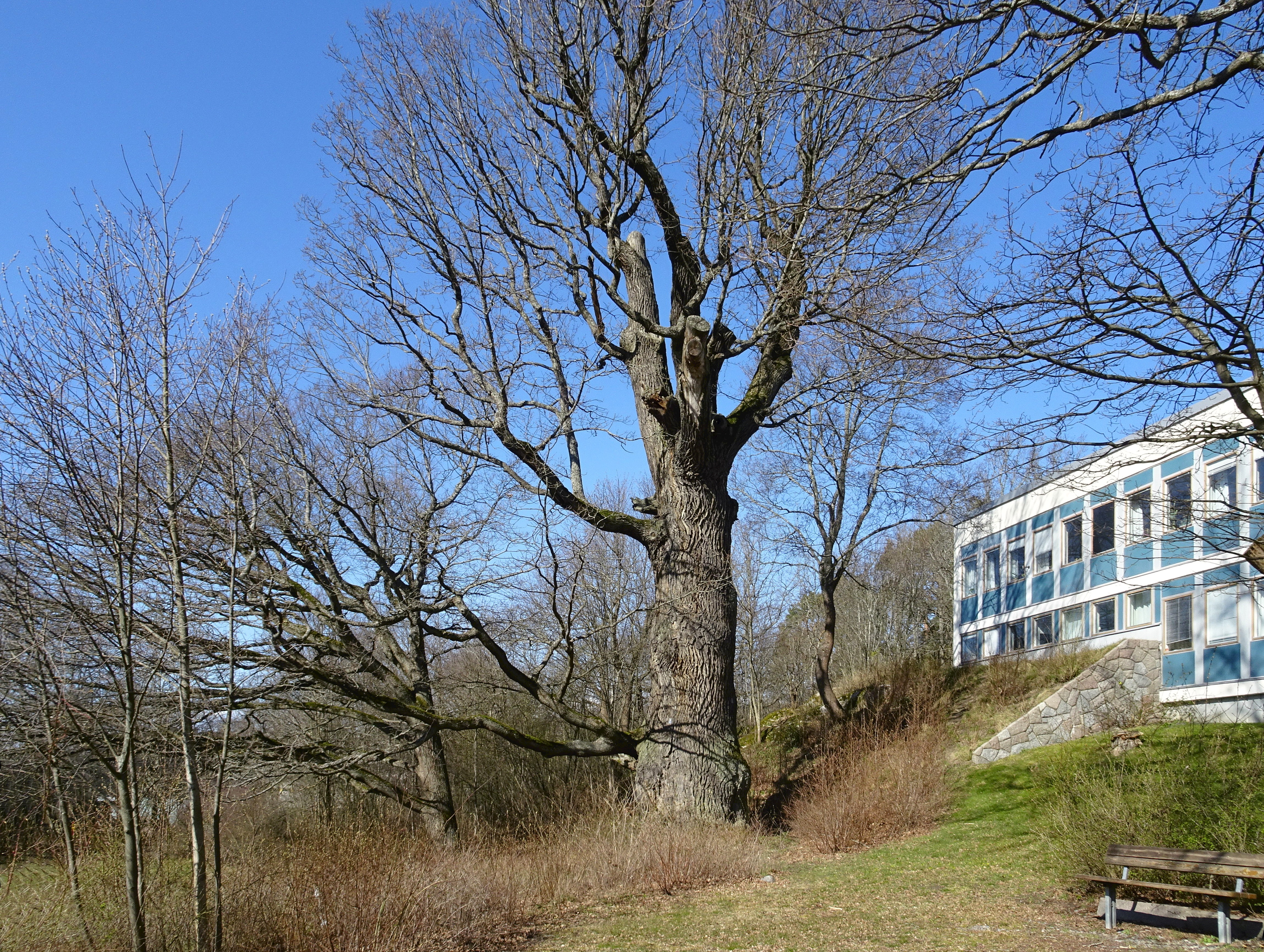
Sjukhuseken i april 2020.

Sjukhuseken (även kallad Mörbyeken) kallas en naturminnesmärkt ek i Danderyds kommun. Eken står ovanför sluttningen som sträcker sig ner mot Edsviken väster om Danderyds sjukhus, därav namnet. Trädet hör till de grövsta naturminnesekarna i Stockholms län.

## Beskrivning
Sjukhuseken började växa en gång i tiden i dåvarande Mörby kronopark och fridlystes första gången 1948. Trädet kallades då i sin helhet för ”domänreservat”. När området övertogs av Stockholms läns landsting för att här uppföra Danderyds sjukhus ställdes eken den 30 juni 1960 under naturminnesskydd. 
Sjukhuseken står idag på fastigheten Sjukhuset 5 intill sjukhusets bebyggelse. Väster om den utbreder sig en större äng, den så kallade Sjukhusängen, som sluttar ner mot Edsviken. År 1989 utfördes en rejäl beskärning av trädet, sedan en stor gren fallit ned över den intilliggande lekplatsen. Eken är ihålig ända upp till toppen och insidan, som kan beträdas, är brännskadad. Inuti stammen finns flera fågelbon. Med sina 786 centimeter stamomkrets (i brösthöjd) hör Sjukhuseken till de grövsta naturminnesmärkta ekarna i Stockholms län. Dess ålder uppskattas till cirka 800 år. Eken är ett av fyra naturminnen i Danderyds kommun, bland dem märks närbelägna Berzelii ek.

## Bilder

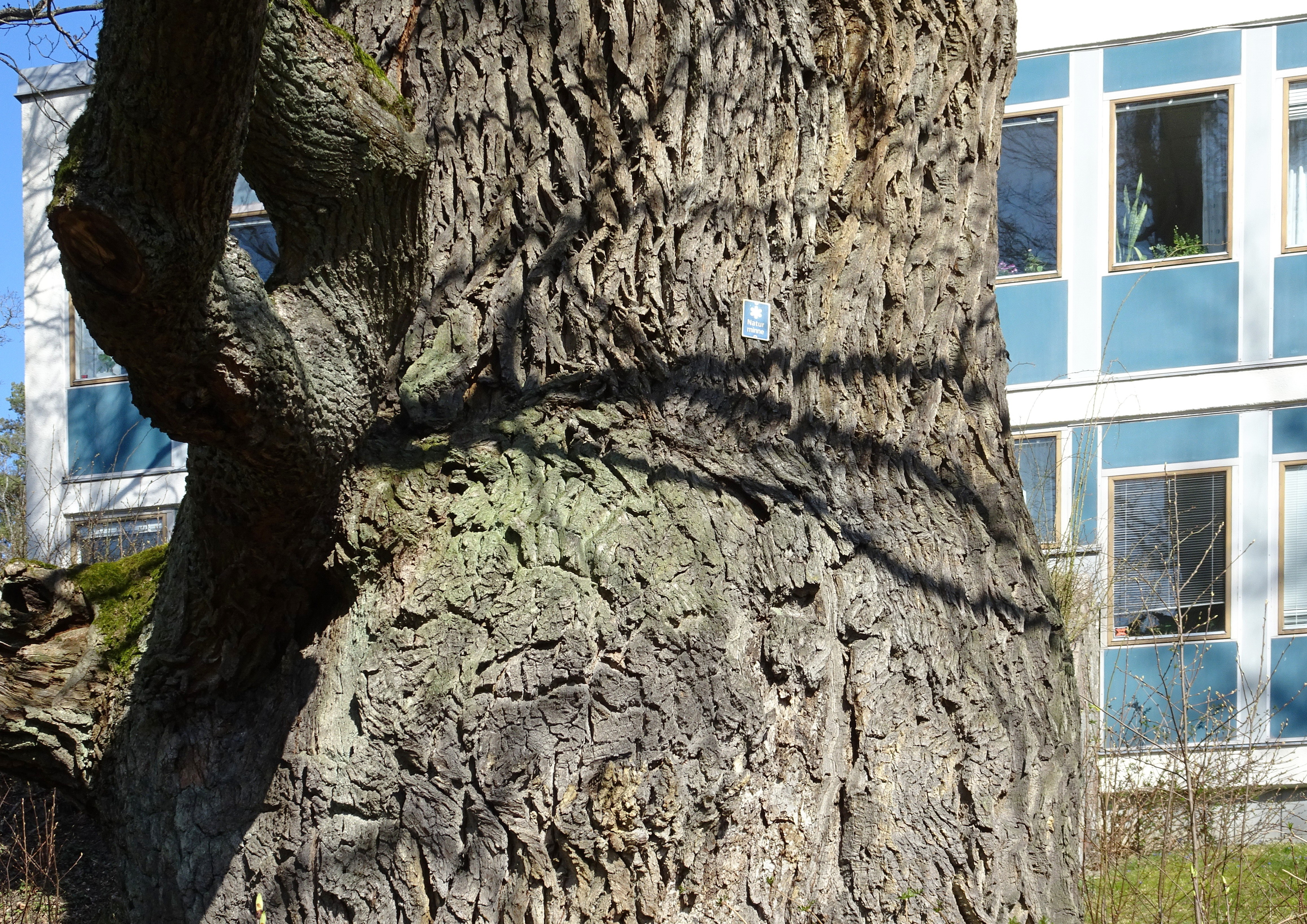
Stammen med naturminnesmärket.
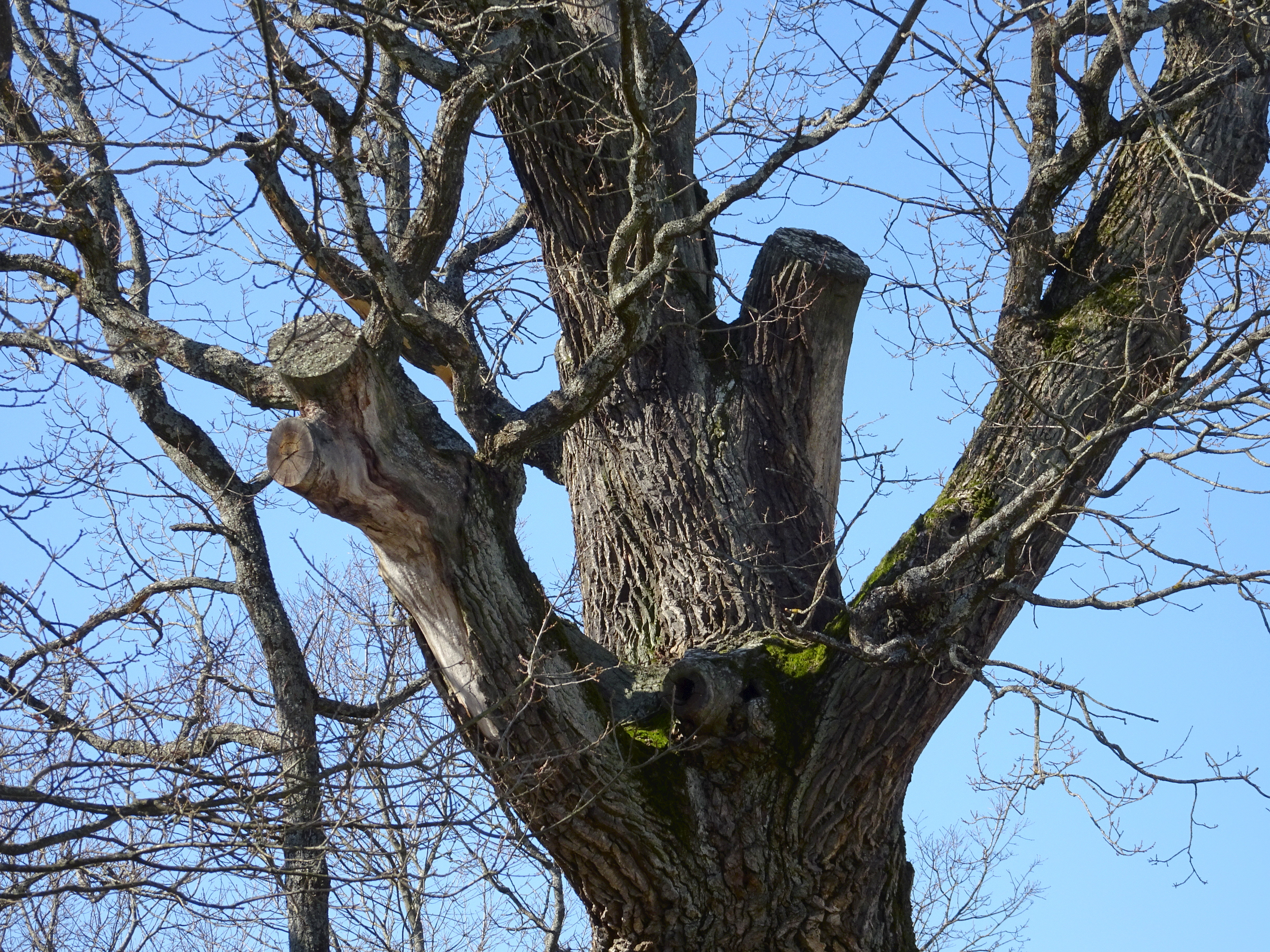
Kronan.
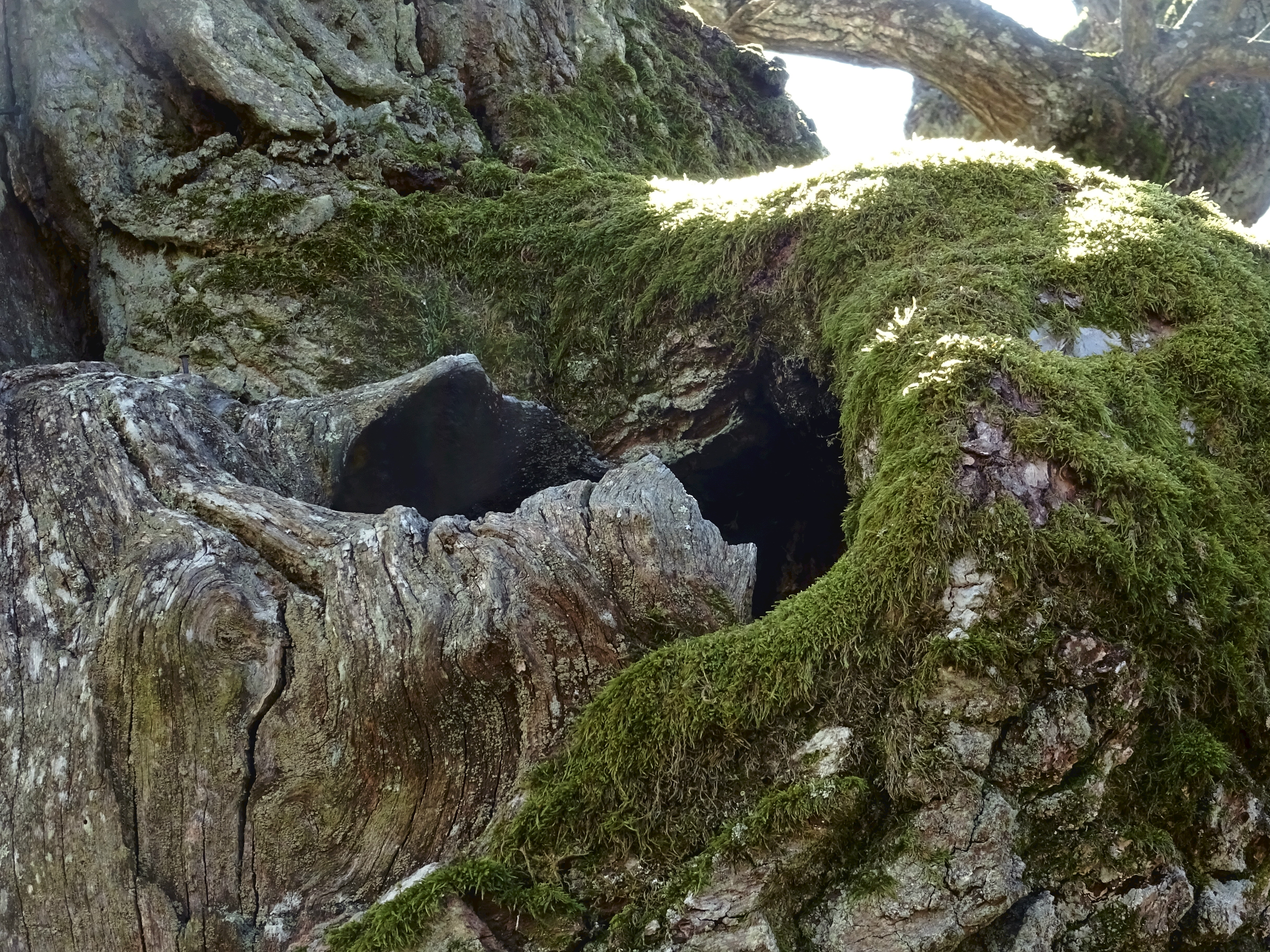
Ihålighet högre upp.
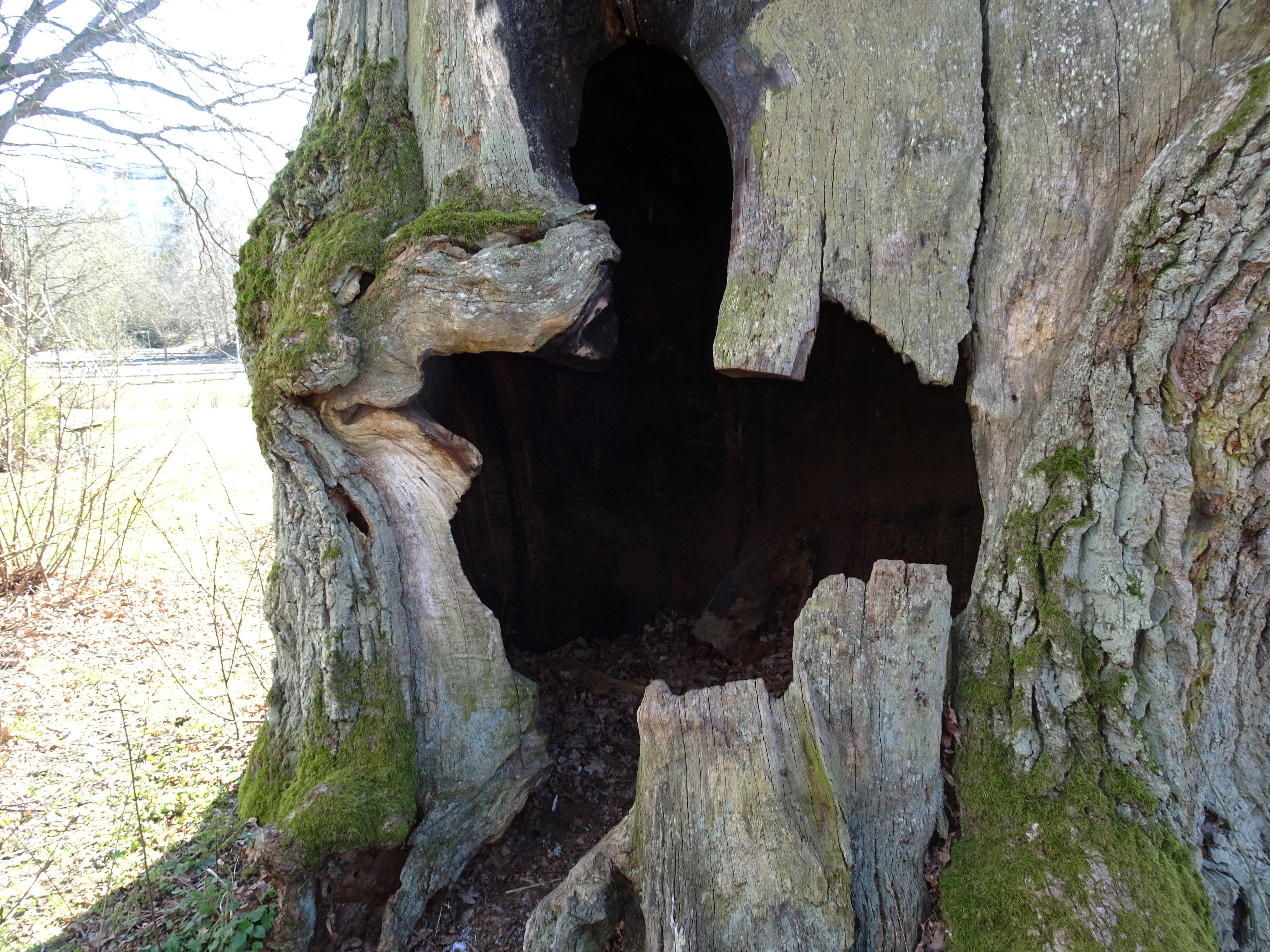
Öppning till ekens inre.
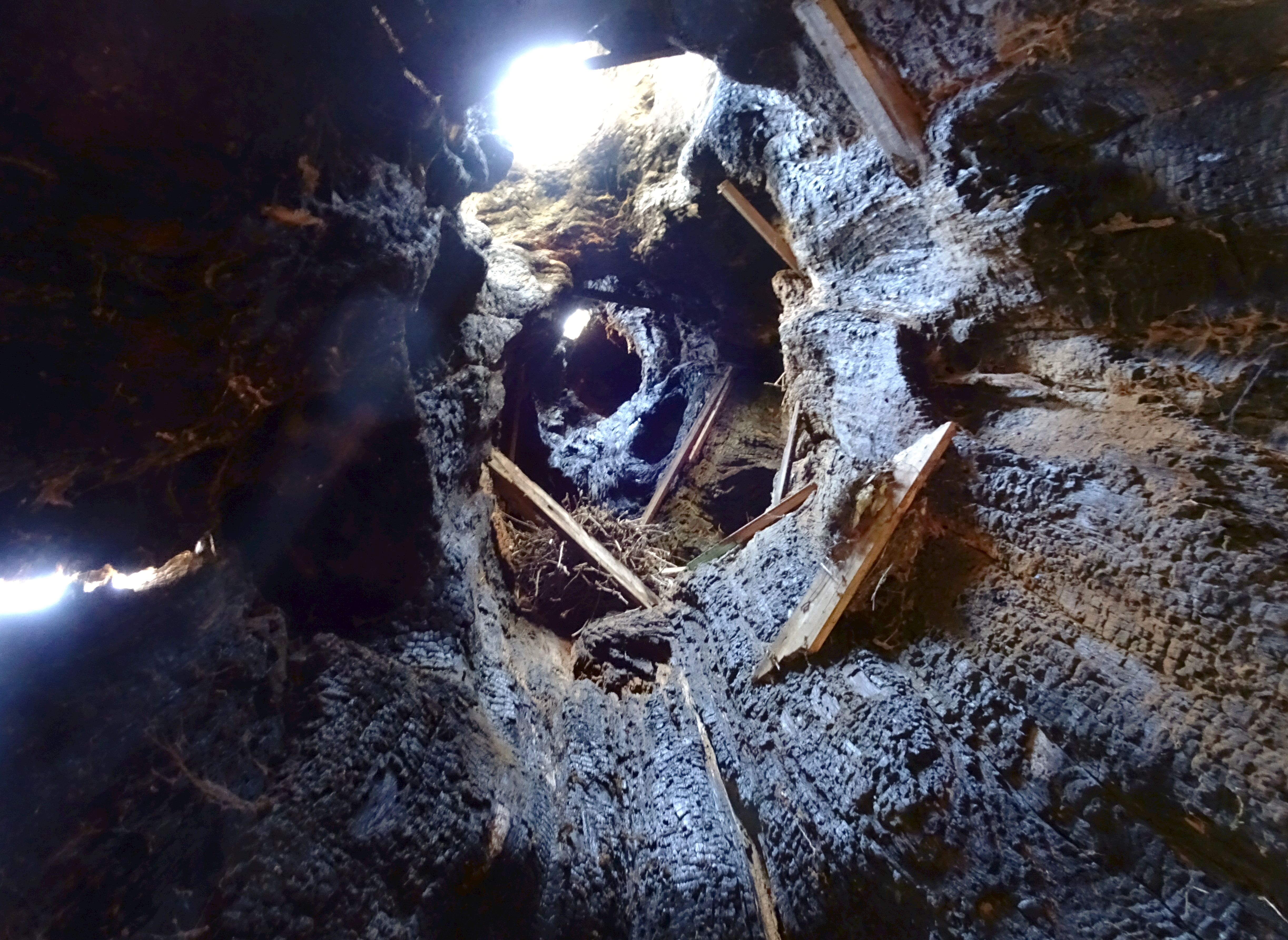
Ekens insida, vy rakt upp.